# 斯凯勒·恩克
斯凯勒·恩克（英語：Schuyler Enck，1900年1月25日—1970年11月1日），生于宾夕法尼亚州，美国男子田径运动员。他曾代表美国参加1924年夏季奥林匹克运动会田径比赛，获得男子800米铜牌。